# Jay Beckenstein
Jay Beckenstein é um saxofonista estadunidense.Um dos mais destacados músicos jazz fusion, participou decisivamente da nova versão do jazz contemporâneo que remonta ao final da década de 1970 e início dos anos 80. O líder do lendário grupo americano Spyro Gyra, estilo inovador estabeleceu uma nova maneira de tocar o jazz, mesclando-o a vários outros ritmos como a salsa, rumba, blues e até a música pop. Inicialmente, isto era algo novo e surpreendente, mas abriu caminho para uma nova visão de interpretação do jazz.